# 小牧市立図書館
小牧市立図書館（こまきしりつとしょかん）は、愛知県小牧市にある公共図書館の総称。中央一丁目にある小牧市中央図書館、複合商業施設ラピオにある小牧市えほん図書館、3か所の市民センター図書室からなる。

## 歴史

### 戦前の図書館活動
1901年（明治34年）1月1日には東春日井郡小牧町大字小牧に新聞雑誌縦覧所が設置された。1910年（明治43年）9月には小牧町倶楽部図書館に改称し、1913年（大正2年）には小牧尋常小学校前の民家に移転した。この民家の板の間が図書館となり、書棚や新聞掛けが置かれていた。1923年（大正12年）には民家の建物が取り壊されることになったため、図書や書棚や机は小牧尋常小学校に移された。これ以後の小牧町に図書館に類似する施設は存在しなかった。

### 初代小牧市立図書館（1969年 - 1978年）
1955年（昭和30年）1月1日に東春日井郡小牧町・味岡村・篠岡村が合併して小牧市が発足した。1967年（昭和42年）に舟橋久男が小牧市長に初当選すると、市民からの図書館建設の要望を受けて建設を計画。1969年（昭和44年）3月の小牧市議会で図書館の設置が議決され、同年4月15日には小牧市立北里中学校校長などを務めた木村俊逸が初代図書館長に任命された。大字小牧1763-2にある 元・小牧市役所分所（旧・愛日蚕業指導所）の建物を用いて、同年11月3日（文化の日）に小牧市立図書館の開館式を挙行、11月6日に開館（図書館業務を開始）した。開館時の蔵書数は約7,000冊だった。開館時間は「11時-17時」であり、休館日は毎週水曜日・祝祭日・毎月20日だった。館外貸出対象は中学生以上であり、1人1冊までだった。
1971年（昭和46年）4月1日には館外貸出対象を小学3年生以上とし、貸出数を1人2冊までに拡大、開館時間も「10時-17時」に拡大した。1973年（）9月1日には40冊まで2か月間の貸出が可能な団体貸出文庫を開始した。開館からしばらくは1冊あたり1日20円の遅延料を取っていたが、1975年（昭和50年）4月1日に撤廃した。1976年（昭和51年）4月1日には貸出方式をニューアーク方式から逆ブラウン方式に変更した。
開館初年度の貸出数は3,549冊だったが、1975年度（昭和50年）には56,672冊まで増加した。1975年度（昭和50年度）の蔵書数は約41,100冊となっている。1973年（昭和48年）には藤島団地に、1974年（昭和49年）には久保山団地に配本所が設置され、配本所の蔵書は2か月ごとに入れ替えられた。初代小牧市立図書館は大正期に建設された建物であり、老朽化と狭隘化が進んでいた。

### 2代目小牧市立図書館（1978年 - 2020年）

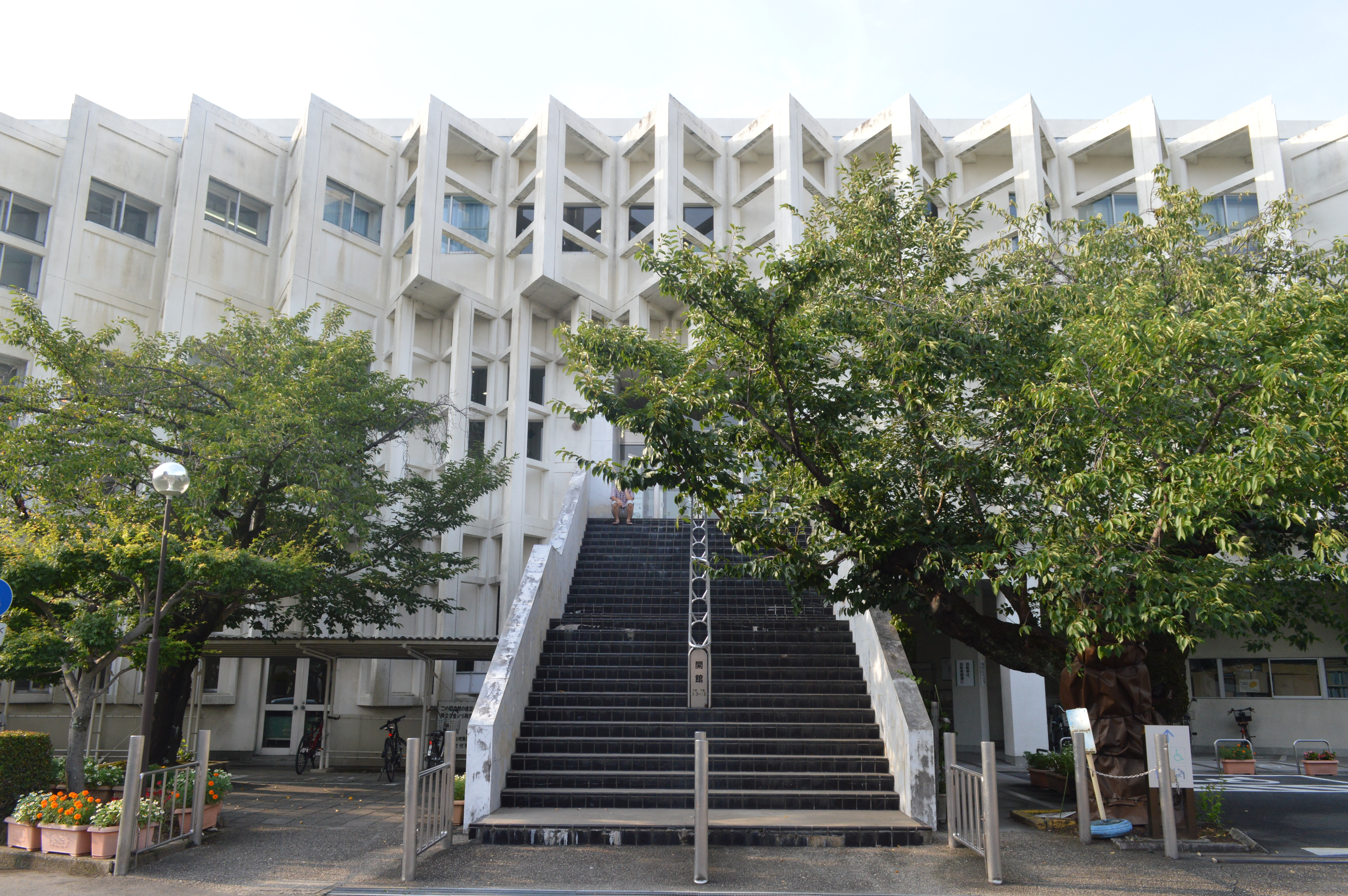
建物入口の大階段

1976年（昭和51年）には舟橋市長が新館の建設を決定。先進的とされた東京都の日野市立図書館などの視察を行い、象設計集団に設計を依頼して同一地点での建て替えを行った。1976年12月27日から1977年（昭和52年）3月31日までは長期休館とし、同年4月1日には旧・小牧保健所の建物を仮設館として図書館業務を再開した。この間の同年2月18日に新図書館の建設に着工している。同年12月1日からは仮設館から新館への図書館移転のための長期休館に入り、1978年（昭和53年）1月17日に2代目の小牧市立図書館が開館した。
新館開館直後の1月21日には、芥川賞作家の小谷剛を講師に招いて「文学雑話」と題した開館記念講演会を開催している。同年4月19日には移動図書館車「あおぞら号」の運行を開始した。新館の建物は建築系の雑誌などに取り上げられ、愛知県内外から視察者が訪れた。
新館の1階は視聴覚室や集会室のみであり、一般書や児童書などの書架が置かれたメインフロアは2階である。利用者は屋外の大階段を上り下りして入館する必要があるため、高齢者などからは建物の設計に不満の声がある。また、学習室が設けられなかったことから、図書館での受験勉強を望む学生からは不満の声があがり、3階の参考郷土資料室で受験勉強を行って注意を受けた（現在は勉強可能）。
1981年（昭和56年）6月29日に在野の郷土史家である津田応助の蔵書が遺族から寄贈され、3階の閉架書庫に「象山文庫」を開設した。同年11月1日から1982年（昭和57年）1月30日には図書館で「郷土史家・津田応助と象山文庫」展が開催され、同じく郷土史家である水谷盛光が講演を行った。1986年（昭和61年）4月1日には小牧市視聴覚ライブラリーが社会教育課から図書館に移管された。1987年（昭和62年）には小牧市立図書館初の出版事業として、津田応助の『伝説・老狐小牧山吉五郎』の復刻発刊を行った。1988年（昭和63年）10月1日にはコンピュータシステムを導入し、貸出冊数を6冊に拡大した。
本館に加えて、1989年（平成元年）9月9日には桃花台ニュータウンに東部市民センター図書室が、1992年（平成4年）9月1日には北里市民センター図書室が、1996年（平成8年）4月1日には味岡市民センター図書室が開館している。
1990年（平成2年）2月11日には小説家の渡辺淳一を講師に招き、「小説の中のヒロインたち」と題した開館20周年記念講演会を開催した。2000年（平成12年）1月には各種の開館30周年記念行事を開催し、新春映画大会、写真展、朗読会などを行った。2008年（平成20年）には『象山文庫蔵書目録』を刊行した。2008年（平成20年）7月19日には小牧市えほん図書館が開館した。2020年（令和2年）12月30日をもって、新館への移転準備のために小牧市立図書館は閉館した。

### 小牧市中央図書館（2021年 - ）
2019年（平成31年）3月、新図書館の実施設計が示され が示され、同年7月に新館の建設工事が始まった。新館の名称は小牧市中央図書館となった。2021年（令和3年）3月27日、中央一丁目(みずほ銀行(旧第一勧業銀行)小牧支店跡地及び長らく更地となっていた旧ユニー小牧駅前店の跡地があった場所周辺)に小牧市中央図書館が開館した。
中央図書館の開館に合わせて市内全館でICタグによる蔵書管理・自動貸出機の設置を行ったほか中央図書館には自動返却機を設置している。また、利用登録要件を全国に拡大している。

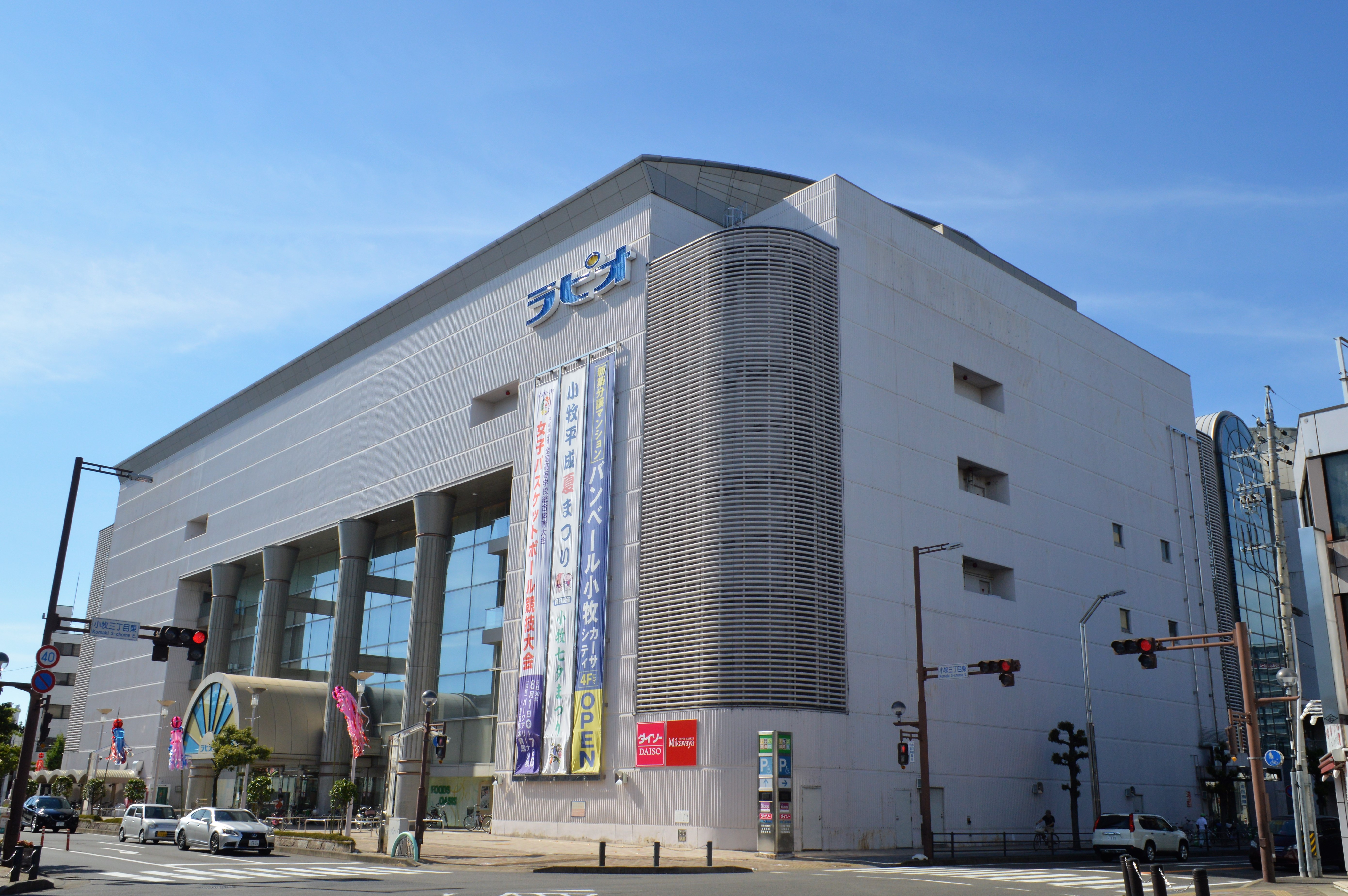
2008年に開館した小牧市えほん図書館が入るラピオ

## 各館

### 小牧市中央図書館（現行館）
愛知県小牧市中央一丁目234番地に所在する小牧市立図書館の中央館。

#### 各フロアの施設[22]
地下1階
- 閉架書庫
- 貴重資料保管庫
- 配本用書庫
- 配本作業室
- 返却ポスト
- 駐車場(小牧市営中央図書館地下駐車場)

1階
- エントランスエリア
- イベントスペース
- 情報交流コーナー
- 予約本受け取りコーナー
- 返却ポスト
- ロッカー
- 総合案内
- 児童図書エリア
- おはなしのへや
- 授乳室
- こどもトイレ
- サービスデスク
- カフェ（スターバックス）
- 事務室

2階
- ティーンズ図書エリア
- サイレントルーム
- ボランティア活動室
- 閉架書庫

3階
- 一般図書エリア
- 雑誌コーナー
- サイレントルーム
- 個人ブース
- グループワークルーム
- サービスデスク
- 授乳室
- テラス

4階
- 一般図書エリア
- 参考図書エリア
- 郷土資料エリア
- ビジネス情報コーナー
- 読書バリアフリーコーナー
- 公開書庫
- サイレントルーム
- 研究個室
- 多目的室
- 対面読書室
- サービスデスク

#### 館内施設
駐車場(小牧市営中央図書館地下駐車場)
　　入出庫時間：午前7時から午後10時まで
　　収容台数：地下1階自走式57台
　　高さ制限：2.3メートル
　　身体障がい者専用駐車スペース：2台分
　　利用料金：入庫から60分無料
　　　　　　　中央図書館、隣接するラピオ内の施設利用で入庫から3時間無料
　　　　　　　有料の市営駐車場のため無料時間超過後は30分ごとに100円、駐車時間24時間ごとに1,000円を上限として料金が発生する。
　カフェ（スターバックス）
　　営業時間：午前8時~午後9時
　イベントスペース
　　各種イベントを行うスペース。普段は閲覧席として開放されている。
　　市又は市教育委員会の後援等を受けてイベントを行う団体への貸出しも行っている。
　多目的室
　　会議や講座などの活動に利用できる部屋。事前予約が必要で利用料金が発生する。
　予約席（サイレントルーム・個人ブース・研究個室・データベース席）
　　サイレントルーム(全4室）
　　　利用可能時間：1日最大4時間　WEB予約は2時間
　　　サイレントルーム1（2階）：15席／19歳以下のみ利用可
　　　サイレントルーム2（3階）：35席／キーボード・マウス、電卓など音が出る機器の使用不可
　　　サイレントルーム3（3階）：42席／20歳以上のみ利用可
　　　サイレントルーム4（4階）：15席／条件なし
　　個人ブース（3階・全3席）
　　　利用可能時間：1日最大4時間　WEB予約は2時間
　　研究個室（4階・全4席）
　　　利用可能時間：1日最大4時間　WEB予約は2時間
　　データベース席（4階・全4席）
　　　利用可能時間：1日最大2時間
　　　新聞・雑誌系の有料オンラインデータベースや 国立国会図書館デジタル化送信サービス が利用できる。一部データベースは席の予約をしたうえで同階のサービスデスクに利用の申し出をする必要がある。

#### 館内で提供しているサービス
公衆無線LAN（Free Wi-Fi）サービス
　　メールアドレスまたはSNSアカウントによる認証が必要で一回の認証で30分間利用できる。（東部・北里・味岡市民センターの図書室でも利用できる)
　タブレット端末／CD・DVD視聴機貸出サービス
　　各階のサービスデスクでインターネット閲覧用のタブレット端末（印刷不可）とCD・DVD視聴機（ポータブルプレイヤー）を借りることができる。
　　利用時間：タブレット端末／1時間（次の予約がない場合は延長可）　CD・DVD視聴機／3時間（延長不可）
　車椅子の貸出し

　　地下1階と1階総合案内で車椅子を借りることができる。（無料）

### 小牧市立図書館（旧館）
旧館である小牧市立図書館本館は愛知県小牧市小牧5丁目89番地にあった。蔵書は全部で約18万冊だったほか、ビデオテープやDVD、音楽CDなどが、約1万点所蔵されていた。建物は鉄筋コンクリート造3階建であり、設計は象設計集団。定期的にコンサートなどのイベントを開催していた。交通手段は名鉄バス「小牧市民病院北」停留所下車後徒歩3分またはこまき巡回バス・ピーチバス「メナード美術館前」停留所下車後徒歩5分だった。
旧館時代の貸出可能者は小牧市在住・在勤・在学者に加えて、周辺市町村（春日井市、犬山市、江南市、岩倉市、北名古屋市、豊山町、大口町、扶桑町）在住者だった。予約の利用は市内在住・在勤・在学者に限定されていた。

#### 施設
1階
- 返却ポスト
- 電動集密書架
- 視聴覚室
- 集会室

2階
- 開架書庫
- 書籍やDVD、CD（ビデオテープは閉架書庫に移設されており、現在設置されていない）などが、この階に置かれている。貸出、返却手続きをするためのカウンターも、この階にある。
- またインターネットに接続されたパソコンが設置してあり、申請すれば誰でも無料で利用できる（30分以内）。

3階
- 参考郷土資料室
- 椅子、机が設置されており、事実上の学習室として機能している。また、ビジネス書などを集めた書架（ビジネス支援コーナー[30]）が存在する。
- 休憩コーナー
- 閉架書庫
- 事務室
- 事務室内にコピー機が設置されており、図書館資料のコピーをすることが出来る。[31]

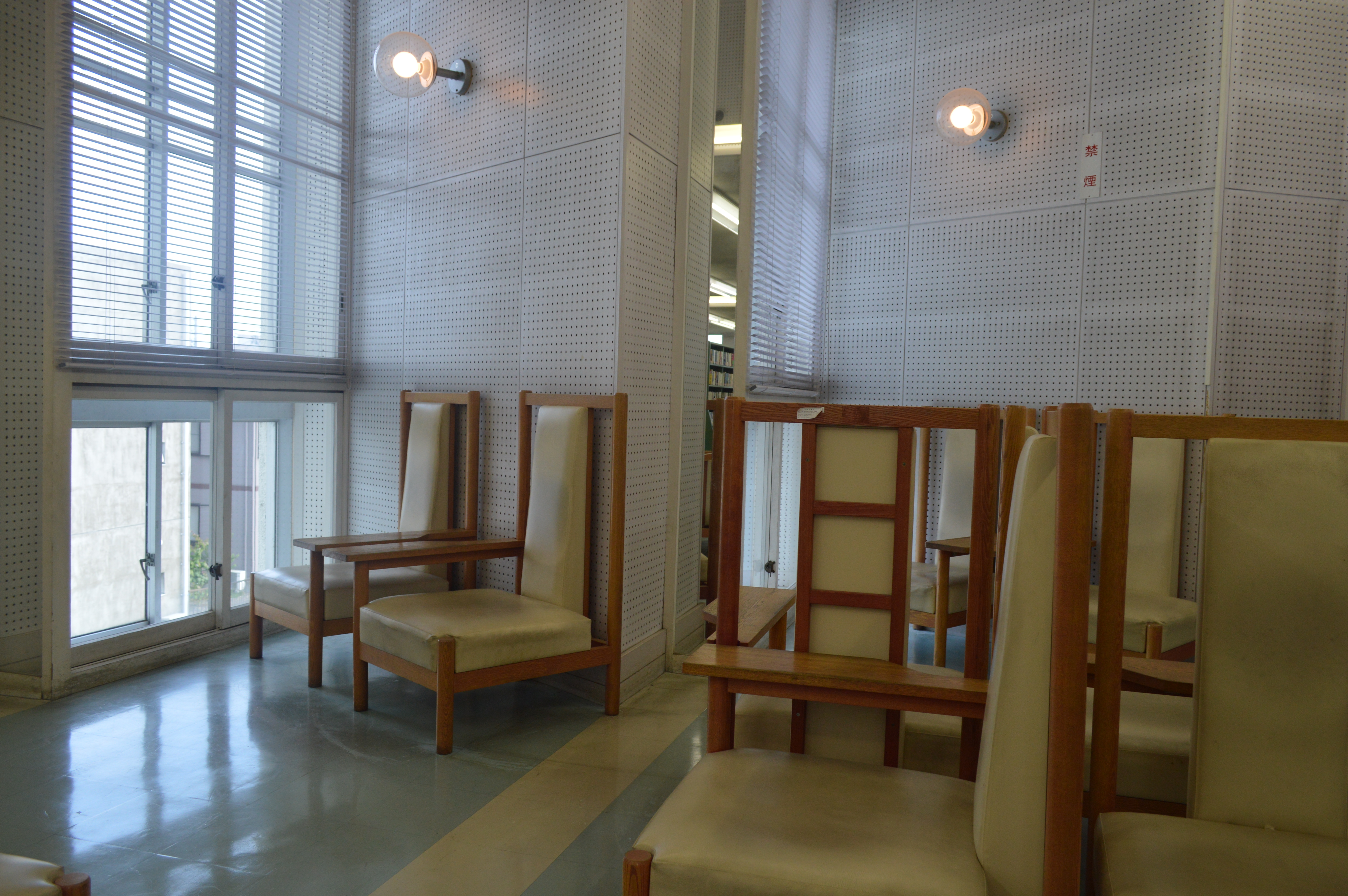
南側壁面に面した閲覧席
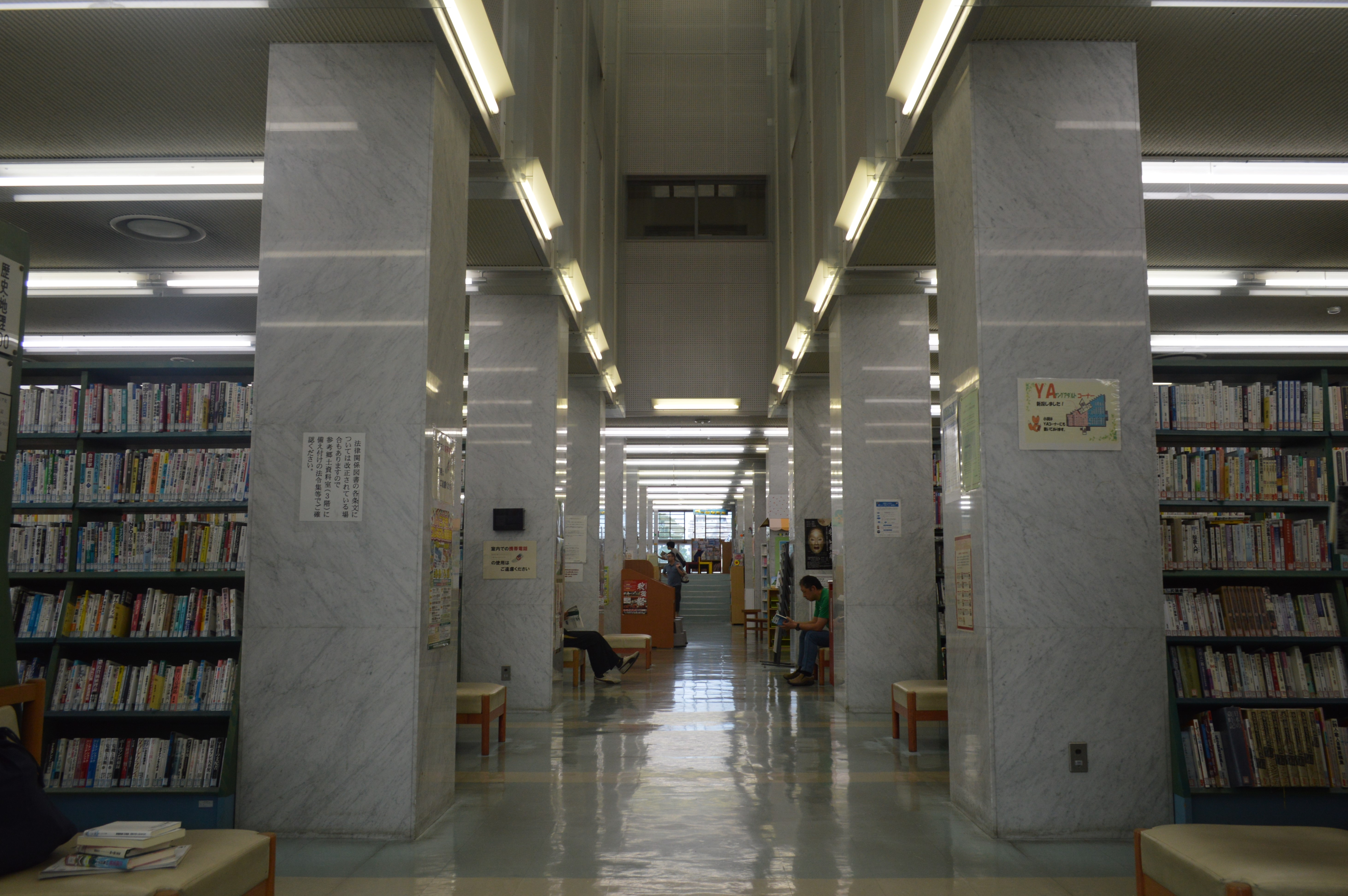
一般書フロア中央部
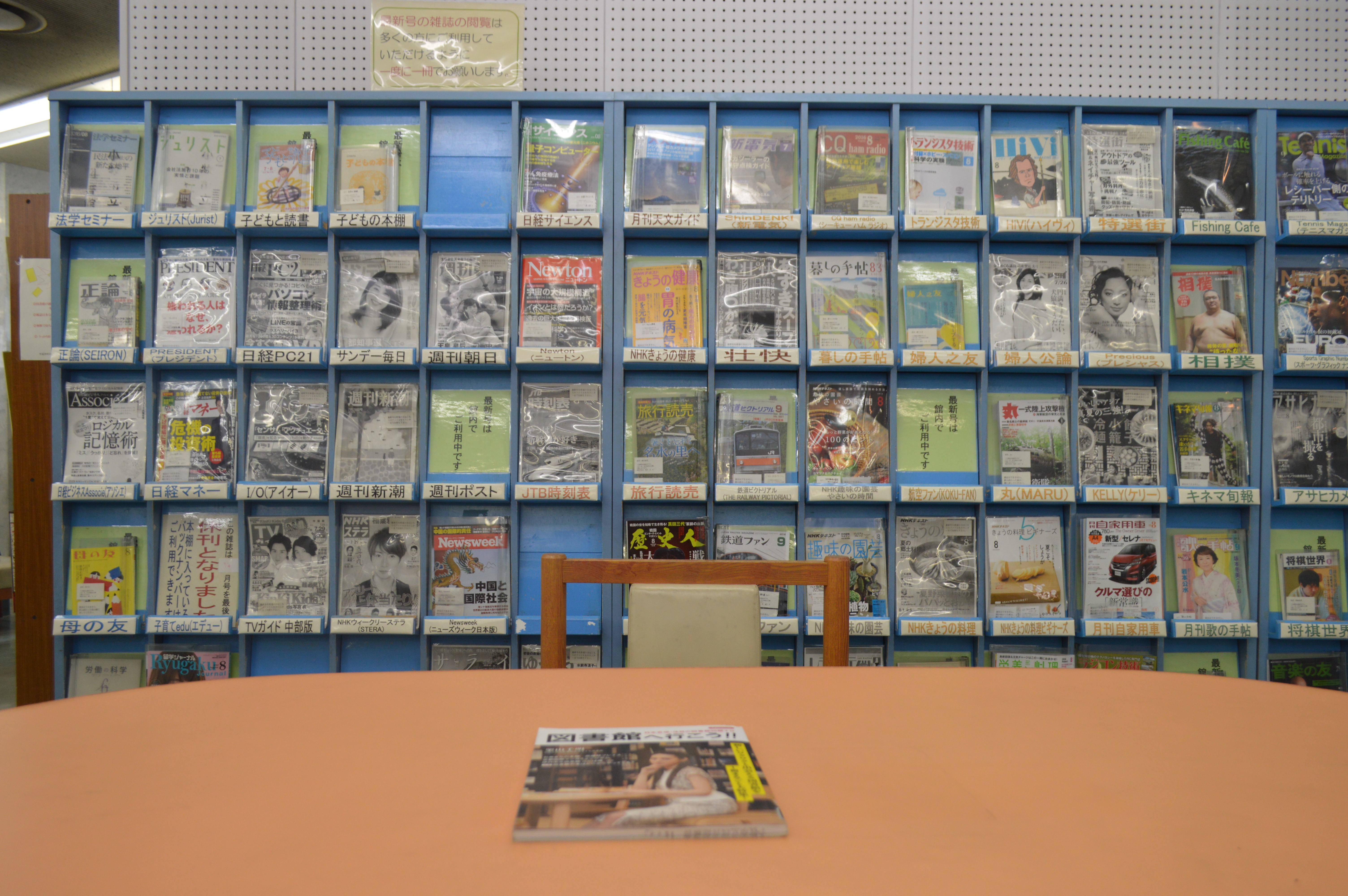
雑誌コーナー
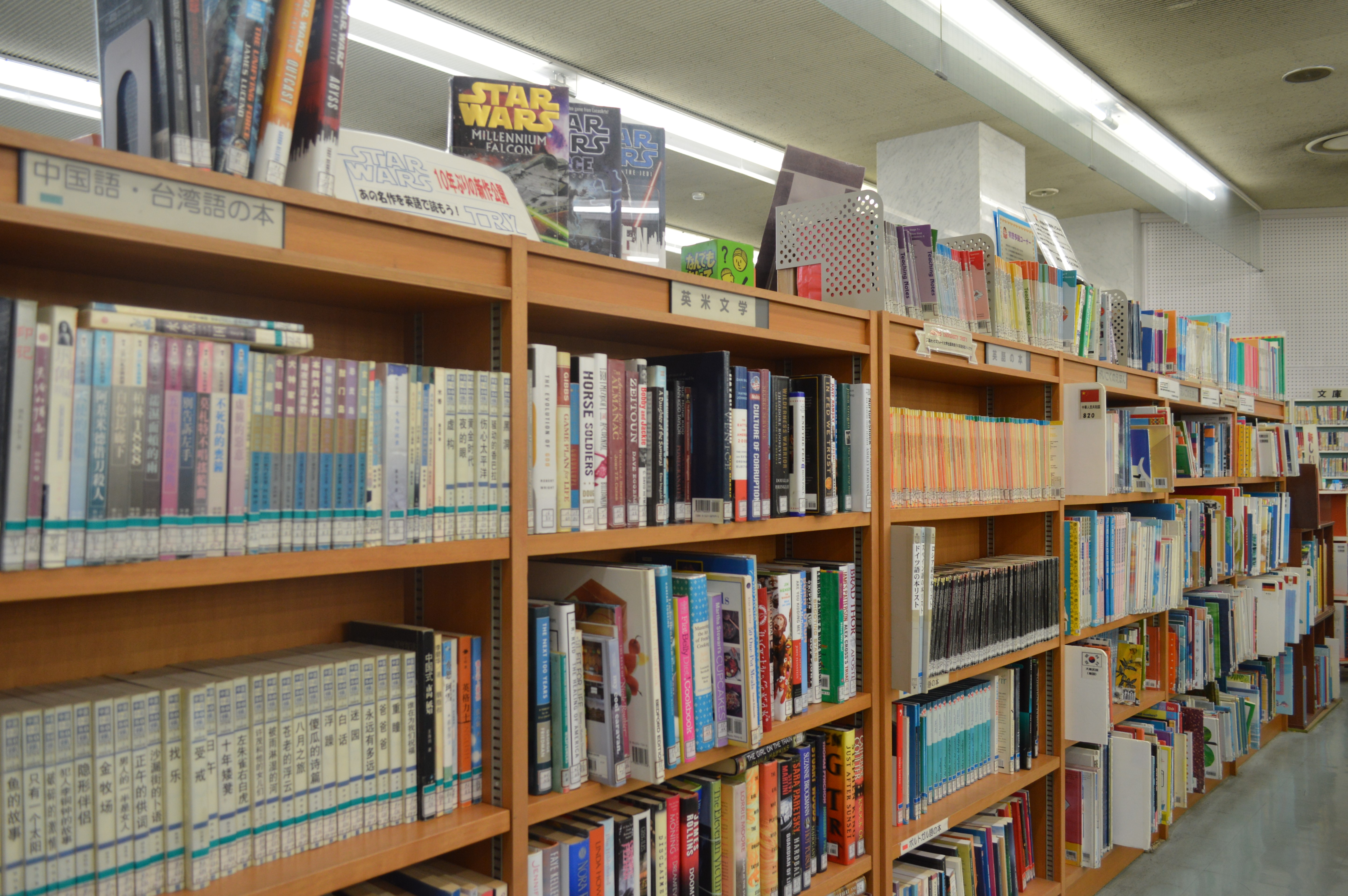
多読コーナー
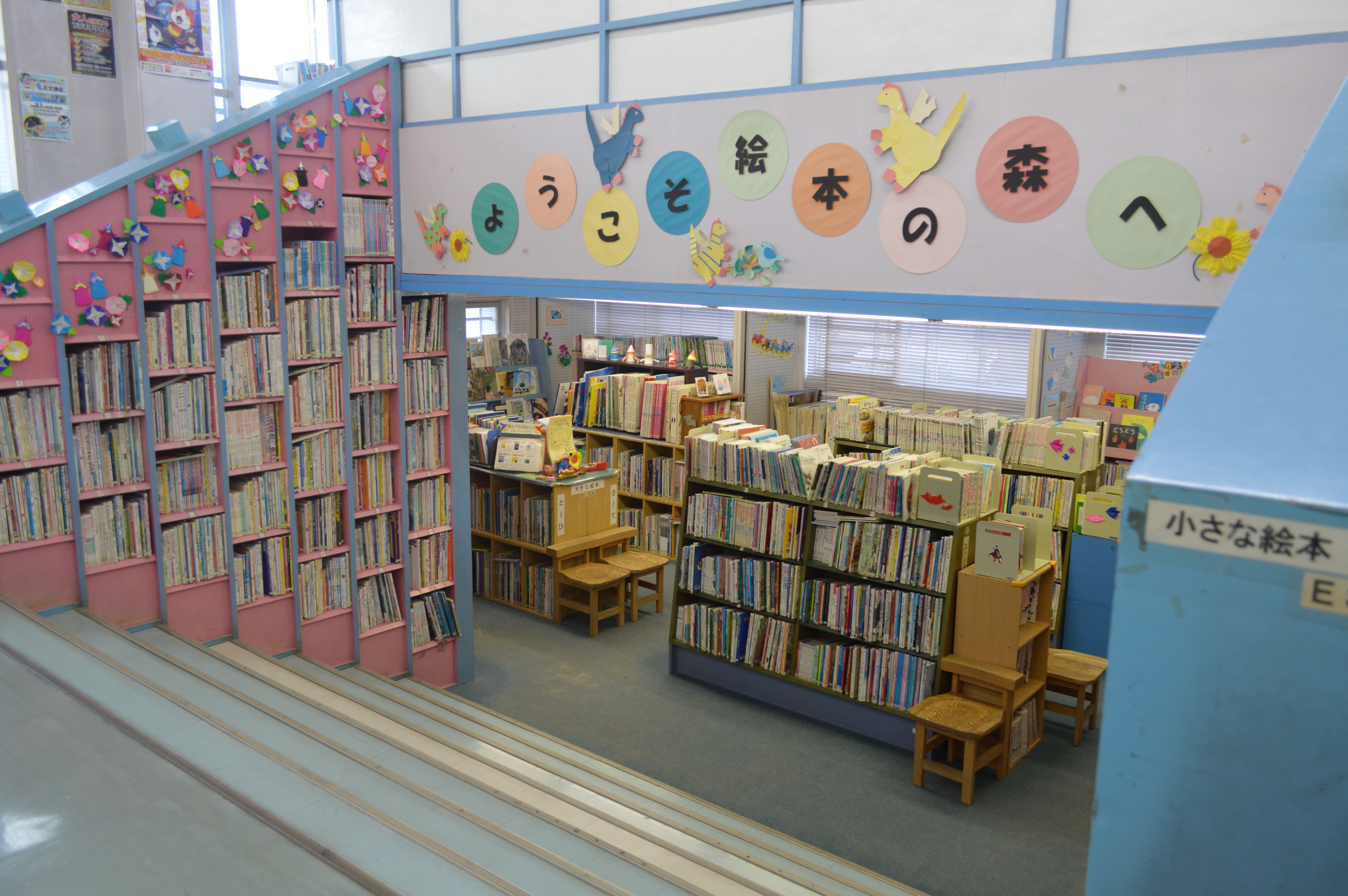
児童書フロア

### その他施設
- 東部市民センター図書室

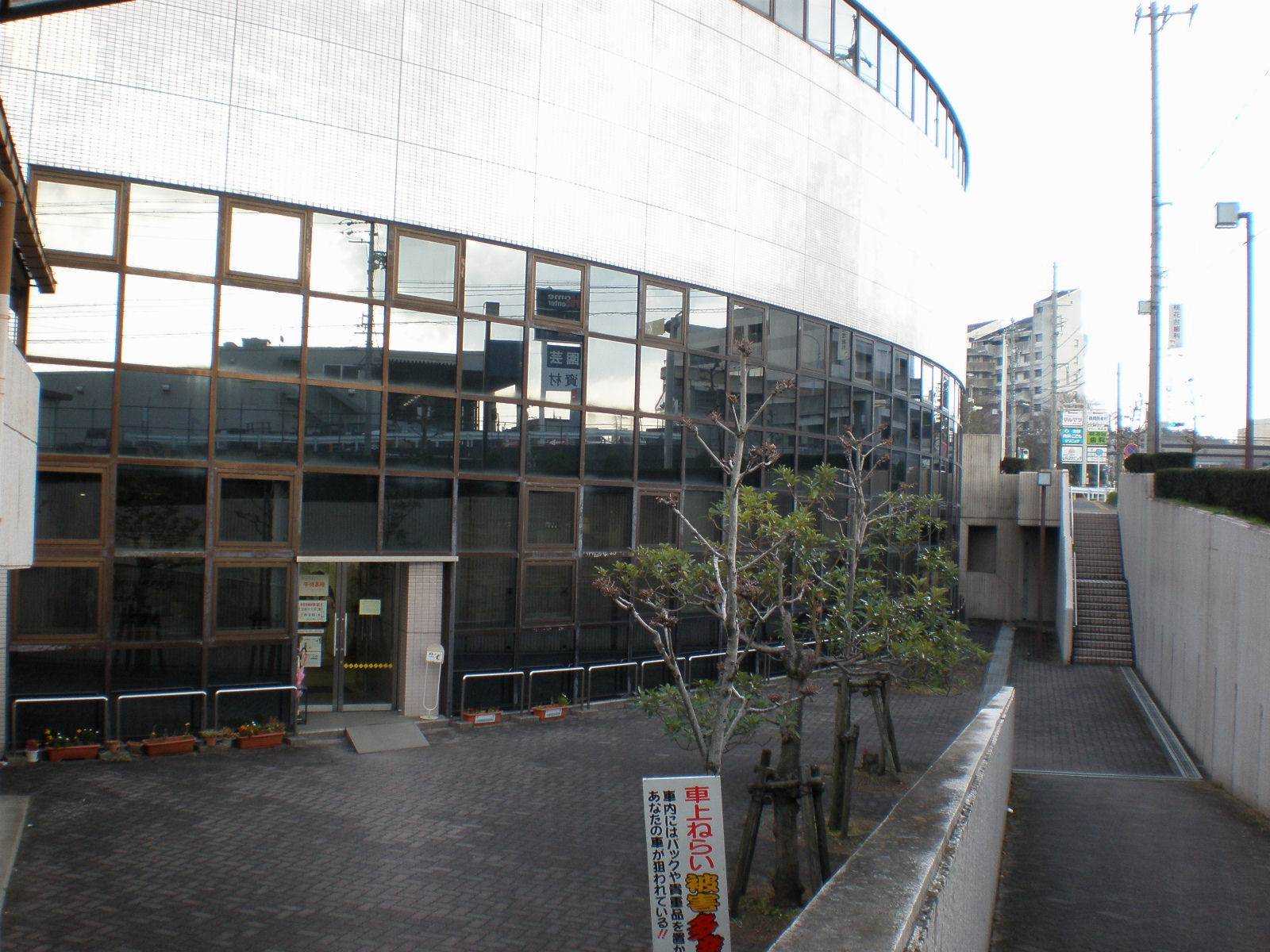
東部市民センター図書室

  - 愛知県小牧市篠岡二丁目23番地。桃花台ニュータウンにある小牧市東部市民センターの地下1階に設けられた図書室。1989年9月開館。蔵書数約95,000冊。ビデオテープやDVD、音楽CDなどは、約5千点所蔵されている。またインターネットに接続されたパソコンが設置してあり、申請すれば誰でも無料で利用できる（30分以内）。
- 北里市民センター図書室
  - 愛知県小牧市下小針中島二丁目130番地。小牧市北里市民センターの2階に設けられた図書室。1992年9月開館。蔵書数約35,000冊。ビデオテープやDVD、音楽CDなどは、約4千点所蔵されている。
- 味岡市民センター図書室
  - 愛知県小牧市久保新町60番地。小牧市味岡市民センターの1階に設けられた図書室。1996年4月開館。延床面積412.0m2。蔵書数約6万冊。ビデオテープやDVD、音楽CDなどは、約5千点所蔵されている。またインターネットに接続されたパソコンが設置してあり、申請すれば誰でも無料で利用できる（30分以内）。
- 小牧市えほん図書館（たぶのきランドよむよむ）

## 利用案内
公式ウェブサイトで蔵書の検索や予約が可能である。小牧市は日本有数の外国人居住都市であり、日本語・英語・ポルトガル語・スペイン語の4か国語の利用案内が公開されている。
蔵書は全館合計で約37万冊あり、他にはビデオテープやDVD、音楽CDなどのAV資料が、約33,000点所蔵されている。
小牧市は名古屋造形大学とも協定を結んでおり、小牧市民は名古屋造形大学附属図書館の蔵書を貸出できるほか、名古屋造形大学生は小牧市立図書館の蔵書を貸出できる。

## 新館建設

### 民間企業とのアドバイザリ契約〜住民投票
2011年2月元愛知県議会議員の山下史守朗が公約に「図書館の建て替えなどの大型プロジェクトは、市民の意見をよく聞き、長期的視点に立って、ゼロから再検討」 を掲げ当選。しかし就任直後のインタビューで図書館新本館の移転候補地となっていた小牧駅前ビル「ラピオ」への移転を「私はもともと反対だった」「ラピオ移転はマニュフェストに合わない」 とし、同年9月同ビルの空床にファニチャードームを誘致。その後2014年4月中野直輝前市長（当時）在任時に決まっていた新本館の「公設公営」の運営方針を「公設民営」に変更。指定管理者制度を導入し、佐賀県武雄市の武雄市図書館・歴史資料館をモデルとした通称「ツタヤ図書館」の建設を発表。カルチュア・コンビニエンス・クラブと図書館流通センターによる共同事業体とアドバイザリ契約を結び、小牧駅西の市有地に新本館の建設を進めた。市民団体に対し「図書館はツタヤ化する！嫌な人は春日井・犬山・江南に借りに行けばよい」 と言うほど強引に進めていたが、2015年8月、市民団体が「市長は市民の意見を聞いていない」「巨額の建設費用は問題」 などの理由で、計画の白紙撤回を求める住民投票の実施を求める署名運動を起こした。この署名は規定数に達し、同年9月に市議会で住民投票実施が審議された。これに対し山下市長は、議会に住民投票を行わないよう求めた。しかし議会は市民団体の求めた条例案を否決したが、議員案の住民投票条例案を可決。住民投票条例が実施されることとなった。同年10月住民投票が小牧市議会議員選挙とともに実施。結果は反対3万2352票、賛成2万4981票と計画に対する反対票が過半数を占めた。なお住民投票条例の結果には法的拘束力はないが、条例では市長や市議会に対し結果を尊重するよう求めている。
またこの問題では、カルチュア・コンビニエンス・クラブと図書館流通センターによる共同事業体との業務委託契約に問題が指摘されている ほか、住民投票条例実施決定後に市が行った説明会が条例で規定されている中立性に違反しているのではという問題 や、市が配布した広報の中身や配布方法の問題 なども指摘されている。なお市が行った説明会と配布した広報に関しては、2015年12月22日、市民約160人が山下市長に対し「住民投票における広報活動が賛成投票に誘導する偏った内容だった」として、説明会の開催経費や広報資料の印刷代など約300万円を市に返還するよう求める住民監査請求を起こしている。

### 住民投票〜白紙化
住民投票の結果を受けて山下市長は「結果は真摯に受け止め、問題があれば見直す」 としながらも、一方で「計画変更は正式な手続きを経てる」「TSUTAYA図書館 が否定された訳ではない」などという主張を繰り返した。また同年10月20日、市のホームページで「カルチュア・コンビニエンス・クラブとの契約を解消し、計画をいったん白紙に戻す」と発表 する一方で、「現在の計画を白紙にする考えはない」「検証の結果よっては、同じ事業者（カルチュア・コンビニエンス・クラブと図書館流通センターによる共同事業体）と連携する可能性もある」という主張を繰り返した。さらに山下市長は雑誌『日経ビジネス』で『「ツタヤ図書館」否決も諦めず』と題した持論を発表。「反対派の市議は対案を出せ」などとも主張した。
市は同年8月-9月にかけて行われた新小牧市立図書館建設に関するパブリックコメントの結果の公表を延期していたが、同年11月27日に突如公表。募集された意見は、反対意見が圧倒的多数だった。反対理由は「建設費用が高過ぎる」「民間企業に任せると図書館本来の機能が失われる」「高齢者や子供が利用しづらい設計」「図書館ににぎわいを期待するのは疑問」などだった。また山下市長の公約無視を批判する内容も複数あった。同年11月24日、山下市長は「議会からの賛同が得られなかった」として、新図書館計画の問題点を洗い出すための市民アンケートを行うための予算提出を断念。同年12月21日 山下市長は市議会の求めに応じ、2014年6月に改正した図書館に関する条例のうち、指定管理者制度導入や小牧駅西に建設するとした条文を削除する条例を市議会に提出。全会一致で可決され、計画の白紙化が決定した。

### 審議会の設置
2016年2月8日、臨時議会で市側が提案する、新しい図書館計画や小牧駅西の町づくりに関して市長に諮問する審議会の設置が議論された。審議会は学識経験者や公募市民、経済界、図書館ボランティアなどによる21人で構成され、同年4月から審議を開始するとした。この案に対し市議から「住民投票の結果を受けてゼロベースから検討するとしていたのに、なぜ小牧駅前開発と関連づけるのか?」や「21人の審議会のうち、公募市民が4人なのは少過ぎる」といった意見が出たが、全会一致で可決された。また翌2月9日に山下市長は、これまで「特定の団体とは会わない」として会談を拒否し続けていた 住民投票を主導した市民団体と、住民投票の約4ヶ月後にようやく初会合を行った。その会合で山下市長は、市民団体側の「審議会メンバーの公募市民が4人なのは少過ぎる」という意見に対し、「同団体を審議会に加えることを検討したい」と回答。そして市民団体側の「図書館建設と小牧駅前活性化は分けるべき」という主張に対しては、「駅前活性化のためには図書館しかない」「住民投票でも44％の人が賛成した。この人たちは新図書館建設計画が良いと認めている。」と回答している。なお公募市民枠に関してはその後2人増やされ、6人とされた。いずれの公募市民も同市教育委員会委員による委員会が非公開で、応募してきた41人の市民から小論文と面接で選抜した。

### 署名運動と会長辞任騒動
審議会は建設地など様々な問題で意見が分かれたため、議論がなかなか進まなかった。しかし2016年7月13日の第7回会合で審議員に対し行われたアンケートでは「交通の便がいい」「駅前の賑わい創出につながる」などとして小牧駅前A街区を建設地に推す意見を持つ審議員が多数である事が明らかとなった。そのため内野安彦審議会会長は小牧駅前建設前提で議論を進めるとした。これに対し「一番重要な市民の意識調査が行われていない」「市民の声とかけ離れた方向に進んでいる」 として、住民投票が行われるきっかけとなった署名運動を行った市民団体・小牧の図書館を考える会が、市民の意見を聞くよう求める署名運動を行った。これに対し小牧市教育委員会の安藤和憲教育長と共産党を除く市議会会派は、内野安彦会長に対し「今後も丁寧で理性的な審議を求める」などとした要請を提出。署名運動を牽制した。また山下市長も「審議会はこれまで丁寧かつ慎重に運営されてきた」として、こちらも署名運動を牽制した。しかし同会は同年10月3日、約3300人分の署名とともに「もっと市民の声を聞くべきだ」として市民の意向調査を求める要請書を内野安彦会長に提出。これに対し内野安彦会長は「私は少数意見にも耳を傾けてきた」「言われなき誹謗中傷受け、信用傷つけられた」として辞意を表明。審議会を退席した。その後審議会委員の1人である伊藤健次名古屋経済大学名誉教授が会長代理を務め、全会一致で内野安彦会長の慰留を求める事となった。また図書館の会の要請については考慮するとした。その後内野安彦会長は辞意を撤回。審議が再開された。

### 答申と新たな建設計画、反対署名運動
再開後も小牧の図書館を考える会は市民の意見を聞くよう求めた が、市民の意見を聞く事は行われないまま審議は終了。争点となっていた建設地と運営方針に関しては意見の集約ができないまま、中間とりまとめを経て答申が作成された。答申では意見の集約ができなかったこれらの点に関しては全ての意見を並列表記する形式となった。建設地に関しては「小牧駅前新設が良いという委員の意見が多数だった」とする一方で「現図書館の改修・修繕」や、えほん図書館がある「ラピオへの移転」を求める意見もあったと記された。運営方針に関しては「市の主体的運営」が挙げられる一方「市直営で業務委託を活用」意見や「指定管理者制度も否定すべきでない」などといった意見も併記された。答申は2017年2月9日に小牧市教育委員会に提出。なお答申に関して内野会長は「読んでこうすべきだという内容にはなっていない。答申、答申に基づく見直し案、議事録の3つをみれば、行政は新しい図書館を考えることができるはずだ」「審議は終わったが、図書館づくりはこれから。車のラリーに例えれば、どんな悪路、天候、環境が待ち構えているかわからない。沿道の市民の応援と支援が不可欠。」 などと述べた。また山下市長は「答申を重く受け止めよりよい図書館の早期建設に取り組みたい」と述べた。そして審議委員も務めた小牧の図書館を考える会の渡辺共同代表は「建設場所の問題など十分議論されたとはいえなかった。今後は市民アンケートを行い市民の意見を聞いて建設を進めるよう見守りたい」と述べた。
審議会の答申を受けて山下市長は同年4月27日の市議会文教委員会で「市街地のまちづくり、利用者の利便性、シンボル性を総合的に判断した」として市直営で小牧駅前に新設する新たな方針を発表。建設費は35億～40億円、延べ床面積6000平方メートル、蔵書目標は50万点とTSUTAYA図書館計画とほぼ同規模となった。これに対し委員からは「規模の縮小を求めた答申の精神は生かされたのか」と疑問が投げられた他、「分館の整備も同時進行で進めてほしい」という意見も出された。また「建設地に関しても市民の声は聴くべきでは」という意見に対しては「建設場所はA街区が良いという意見が多数であった審議会の意見を尊重する」として、建設地に関し市民の意見は聞かないとした。同年6月29日、市議会ではこの計画に関する補正予算が賛成多数で可決。これを受けて同年7月〜9月にかけて公募型プロポーザルが実施され、基本設計社は株式会社新居千秋都市建築設計に決定された。その後同年8月市は18歳以上の3000人の市内在住者を対象とした新図書館の設計に関するアンケートを実施（有効回収数1150件、有効回収率38.3%）。このアンケートでは建設地に関する設問はなかったが、小牧駅前建設に反対する意見やラピオ移転を望む意見、図書館建設そのものに反対する意見、住民投票結果を無視しているという非難の声も寄せられた。その後同年8月29日に選抜された中学生、10月20日に選抜された高校生とともにグループミーティングが実施された。さらに同年12月10日と翌2018年2月4日に市が選んだ約80名の市民によるワークショップも実施された。同年4月23日小牧市は新たな建設計画を発表。小牧山をイメージした外観で地下1階地上4階、延べ8684m2。建設費は概算で約43億4千万円と建設費が問題となったTSUTAYA図書館よりも高い費用となった。また2018年度中に実施設計を完了し、翌2019年から工事を着工し、2020年度末の供用開始を目指すとした。
これに対し小牧の図書館を考える会は「答申では広く市民の声を聴きながらすすめるようにとも示されている」「今ある施設を活用して新図書館を建設すれば費用も抑えられるし、早く建設できるし、分館の充実にも予算が組める」として、小牧駅前新設に反対。改めて山下市長に対し市民の意見を聞くよう求める署名運動を2017年5月21日に開始 した。同年6月27日には市民3000人分の賛同署名を市に提出。同年9月1日には累計6000人分、12月28日には累計9000人分の署名を提出。最終的に翌2018年3月までで10,185人分の署名を市に提出した。そして同年3月16日の市議会文教建設委員会で建設計画を再考するよう求める請願書を提出したが、市議らは「住民投票で小牧駅前建設は否定されていない」「審議会では丁寧な議論がなされた」「現在の計画は答申を受理して進められてる」「住民投票はマスコミの影響が大きかった」「早く作って欲しいと言う人もいる」として、反対多数で請願を不採択とした。

### 官製談合疑惑
2018年7月、新図書館の設計業務の市の予定価格と受託した株式会社新居千秋都市建築設計の見積もり価格が落札率99.99%（予定価格1億2千1万円、見積価格1億2千万円）だった事が発覚。官製談合が強く疑われている。なお全国市民オンブズマン連絡会議は「90％以上は談合の疑いがあり、95％は疑いが極めて強い」と指摘している。また小牧駅前開発として関連するラピオに整備が進められている小牧市こども未来館と子育て包括支援センターの設計業務では、市の予定価格と受託したアール・アイ・エーの見積もり価格が同額で落札率100%だった事も発覚しており、こちらも官製談合が強く疑われている。同年10月1日、市は子育て関連施設の官製談合疑惑に関し情報漏えいがなかったかなどを調べるため、弁護士などによる第三者委員会の設置を発表。これに対し小牧の図書館を考える会は同年10月17日、第三者調査委員会の公平中立な調査と調査対象に新図書館設計委託業務を含めることを求める要望書を山下市長に提出 したが、同年11月22日の臨時議会では調査対象とされなかった。なおこの日の臨時議会では小牧市こども未来館と子育て包括支援センターに関する情報漏えい調査のための第三者委員会設置条例が修正可決された。

### 山下市政反対運動
小牧駅前新設反対運動は山下市長の市政そのものへの反対運動へと発展。2018年6月24日小牧勤労センターで山下市政に疑問を持つ市民の集まり「小牧市民の集い」が開催され、約400人の市民が集まった。また小牧の図書館を考える会のメンバーも「住民投票で示された市民の声をまったく無視した計画が進められている」「住民投票をしても請願署名をしても、まったく市民の声を聞いてもらえなかった。もう市長を変えるしかない」 として、この流れに合流。勤労センターの市民集会を実施した「小牧市政をかえる会」（旧称「小牧市政を考える会」）に加わり、2019年2月に実施予定の小牧市長選挙で新たな市長の擁立を模索。同年8月30日弁護士の上禰幹也が無所属で立候補を表明。「3年前の住民投票で、小牧駅前A街区の新図書館建設計画は白紙になったはず。住民投票の結果を無視して進められている」 として、小牧駅前の図書館新設と駅前再開発ビル「ラピオ」に整備が進められている小牧市こども未来館の整備の見直しを主張している。

### 年表
- 2010年
  - 11月2日 - 中野直輝小牧市長（当時）が、老朽化した図書館に代わる新図書館を再開発ビル「ラピオ」3階に移転する考えを表明。当初は小牧駅西側で建て替える方針だったが、ビルの空洞化が懸念されせるようになったため計画を変更[96]。
- 2011年
  - 1月20日 - 市は、ラピオ3階移転案について「一部を補強すれば図書や書庫の重みに耐えられる」との調査結果を公表[97]。
  - 2月6日 - 小牧市長選挙実施。山下史守朗が現職の中野直輝を破り初当選[98]。小牧市立図書館に関する選挙公約は「市民病院や図書館の建て替え、農業公園計画などの大型プロジェクトについては、市民の意見をよく聞き、長期的視点に立って、ゼロから再検討します。」であった[99]。
  - 2月10日 - 中日新聞のインタビューで山下市長が図書館のラピオ移転に関し「私はもともと反対だった」「マニュフェストに合わない」と回答[36]。
  - 6月16日 - 市議会定例会で本館の耐震性について、昭和56年（1981年）の建築基準法改正前に建てられた鉄筋コンクリート造の建物なので現行の耐震基準は満たしていないと基本計画に記述されていたが、平成20年度（2008年度）に行った第2次耐震診断で現在の国土交通省の安全基準IS値を上回ってるとして、建て替え理由の1つとなっていた本館の耐震性に問題がない事が明らかとなる[100]。
  - 9月 - 市は突如「ラピオ」3・4階に安井家具が展開する家具屋「ファニチャードーム」が、同年12月にオープンすると発表[101]。新図書館のラピオ移転が中止となった。
  - 12月 - 「ラピオ」3・4階にファニチャードームがオープン。
- 2013年
  - 3月 - 議会で図書館を含む複合施設の設計費として約2億9千万円、ワークショップの費用として約600万円が予算に計上される。
  - 4月1日 - カルチュア・コンビニエンス・クラブが指定管理者となった佐賀県武雄市の武雄市図書館・歴史資料館が、リニューアルオープン。
- 2014年
  - 3月 - 議会でワークショップ費用が補正で0円となる。
  - 3月5日 - 議会で山下市長は、議員から「既に市長は特定事業者とトップ交渉を進めてるのではないか?」と質問されるが、答えず。
  - 4月13日 - 小牧市公民館でタウンミーティングが開催。市民から図書館について質問を受けた山下市長は「どういう形でどういう図書館を建てるかというようなことについては具体化をしておりません。」等々と回答[102]。
  - 4月25日 - 地元主要紙である中日新聞が「山下市長が、中野前市長在任時に決まっていた「公設公営」の運営方針を「公設民営」に変更。指定管理者制度を導入し、佐賀県武雄市をモデルに「TSUTAYA」を展開するカルチュア・コンビニエンス・クラブに運営を委ね[103]、小牧駅西の約3,800平方メートルの市有地に新図書館を建設する計画を発表した」と報道。
  - 5月1日 - 小牧市教育委員会に新図書館建設推進室が新設[103]。
  - 6月24日 - 議会で山下市長は、議員から「市民の意見を聞いてないので、公約違反だ」と指摘されるが、答えず[104]。
  - 6月 - 図書館の運営に指定者管理制度を導入し、小牧駅西に建設することを定めるよう、条例を改正[60]。
  - 8月26日 - 市は、カルチュア・コンビニエンス・クラブと図書館流通センターによる共同事業体（CCC・TRC共同事業体）と新小牧市立図書館建設アドバイザリー業務委託の契約を結ぶことを発表[37][105]。
  - 8月27日 - 中日新聞が「カルチュア・コンビニエンス・クラブが、愛知県小牧市の市立図書館を運営することが決まった」と誤報[106]。
  - 11月 - 市民団体「小牧の図書館を考える会」の会員が区長行政視察の親睦会で山下市長に図書館シンポジウムの資料を手渡したところ、山下市長は「図書館はツタヤ化する！嫌な人は春日井・犬山・江南に借りに行けばよい」と発言[107]。
- 2015年
  - 8月6日 - 市民団体が、市の図書館計画を白紙に戻すことの賛否を問う住民投票を行う条例の制定を求めて、6,001人分の署名を市選挙管理委員会に提出[108]。
  - 8月15日 - 市が「広報こまき 8月15日号」にて、市民に向けて初めて新小牧市立図書館建設に関する情報を公開。同時にこの計画に関するパブリックコメントの実施（期間は8月17日-9月15日）を発表[109]。
  - 9月 - 市議会で住民投票実施が審議されたが、山下市長は議会に対し、住民投票を行わないよう求めた[40]。議会は市民団体の求めた条例案を否決したが、議員案の住民投票条例案を可決。住民投票条例の実施が決定[41]。
  - 9月14日 - 市民団体が住民投票条例に基づいた中立な情報発信と市のより詳細な計画公表を求める要望書を提出[110]。
  - 9月17日 - 市が市民団体からの住民投票条例に基づいた中立な情報発信と市のより詳細な計画公表を求める要望書に回答[110]。
  - 9月18日 - 9月25日 - 市が新図書館建設計画に関する初めての住民説明会を市内各地で開催（18日 北里市民センター、19日 小牧市公民館、24日 小牧市東部市民センター、25日 小牧市味岡市民センター）。住民投票条例によって市側は同計画に対する中立性を保持する義務があったが、反対派が意見を言う場を設けなかったり、市側が一方的に計画を説明したのち市民からの質問に答える方式だったため、市側の中立性に市民から疑問の声が相次いだ[45]。
  - 9月28日 - 市民団体が山下市長に対し「住民投票の不公平の是正と選挙に向けた公報の中止を求める抗議書」を提出[111]。
  - 9月29日 - 市の広報誌「広報こまき」10月1日号が選挙公報とともに配布。両方に市の建設主張をそのまま載せる内容だった[112]。
  - 10月4日 - 住民投票が小牧市議会議員選挙とともに実施され、小牧市立図書館計画への反対票が過半数を占めた（反対：32,352票、賛成：24,981票）。投票率は50.38％[42][113][114]。
  - 10月5日 - カルチュア・コンビニエンス・クラブ広報が朝日新聞の電話取材で住民投票結果について「建築費用が問題とされた。我々も高いと思っていた。再検討の機会が得られた意味で今回の結果は良かった」などと回答。図書館建設については「撤退する考えはなく、仕切り直しになった場合は建築費を抑えたプランなどを提案したい」と回答[115]。
  - 10月20日 - 市は、カルチュア・コンビニエンス・クラブとの契約を解消し、計画をいったん白紙に戻すと発表[52]。しかし山下市長は「現在の計画を白紙にする考えはない」「検証の結果、場合によっては同じ事業者（CCC・TRC共同事業体）と連携する可能性もある」と主張[53]。
  - 11月1日 - 市は同年8-9月にかけて行われた新小牧市立図書館建設のパブリックコメント結果の公表を「住民投票の結果を踏まえた市の取組方針が決まった後に行う」として公表延期を発表[116]。
  - 11月9日 - 山下市長が日経ビジネス 11月9日号で『「ツタヤ図書館」否決も諦めず』と題した持論を発表[55]。
  - 11月18日 - 住民投票の署名を行った市民団体が、山下市長が行おうとしていた住民投票結果を受けた計画の検証に関する申し入れを直接行おうとしたが、「特定の団体とは懇談できない」として直接回答を拒否。文書で回答するとした[61]。
  - 11月24日 - 山下市長は「議会からの賛同が得られなかった」として、新図書館計画の問題点を洗い出すための市民アンケートを行うための予算提出を断念したと発表。[58]
  - 11月27日 - 市は公表を延期していたパブリックコメントの結果を、突如公開[57]。反対意見が圧倒的多数だった[56]。また市は契約を解消した業者と支払金額で合意したと発表。アドバイザリ契約を結んでいたCCCとTRCによる共同事業体に対しては、61万7160円（交通費や人件費のみ、アドバイス提供の対価は含まない）。基本設計を担当した日建設計名古屋オフィスに対しては、4123万8720円（進捗率88.8%に応じて）を支払う事となった[117]。
  - 12月9日 - 山下市長は議会で「検証作業をしたあと現在の計画を必要に応じて見直すという手法は、市議会から理解が得られなかった」として、「図書館の建設をゼロベースで見直したい」と発言[118]。
  - 12月21日 - 議会の求めに応じ、市は2014年6月に改正した図書館に関する条例のうち、指定管理者制度導入や小牧駅西に建設するとした条文を削除する条例を議会に提出。全会一致で可決され、白紙化が決定した[59][60]。
  - 12月22日 - 市民約160人が山下市長に対し「住民投票における広報活動が賛成投票に誘導する偏った内容だった」として、広報資料の印刷代や住民説明会の経費など約300万円を市に返還するよう求める住民監査請求を起こした[47][48]。
- 2016年
  - 1月8日 - 山下市長が「2月に臨時議会を開き、新たな図書館のあり方を検討する協議体設立に向けた準備予算などを議会に提案したい」と発表[119]。
  - 2月8日 - 臨時議会が開かれ、新しい図書館計画を作るために有識者や公募市民などによる審議会の設置を決める条例が、全会一致で可決[120]。
  - 2月9日 - 山下市長は市民団体との会合で、市民団体側の「図書館建設と小牧駅前活性化は分けるべき」という主張に対し「駅前活性化のためには図書館しかない」と回答[62]。
  - 2月24日 - 市が審議会の市民公募委員の募集を開始[121]
  - 2月29日 - 「中立性に反したとまでは言えない」として、住民投票が棄却[122]。
  - 3月25日 - 審議会委員21人（うち公募市民は6人）が発表される[123][124]。
  - 3月29日 - 住民監査の結果を不服とする市民25人が、山下市長に対し「住民投票における広報活動が賛成投票に誘導する偏った内容だった」として、広報資料の印刷代や住民説明会の経費など約300万円を市に返還するよう求める裁判を名古屋地方裁判所に起こした[125][126]。
  - 4月13日 - 第1回審議会開催[127][128]。
  - 4月25日 - 第2回審議会開催[129]
  - 5月11日 - 第3回審議会で先進的な取り組みが評価されている岐阜県多治見市の多治見市図書館と長野県塩尻市の塩尻市立図書館の関係者を招き、「図書館サービスの可能性」をテーマにパネルディスカッションが開催[130][131]。
  - 5月25日 - 第4回審議会開催[132]
  - 6月6日 - 第5回審議会開催[133]
  - 6月29日 - 第6回審議会開催[134]
  - 7月6日 - 市議会文教建設委員会で図書館建設の候補地だったラピオ3・4階に2011年に出店したファニチャードームが年内閉店する事が発表される[135]。
  - 7月13日 - 第7回審議会で建設地に関する議論が行われ、小牧駅前建設を推す意見が多数を占めた[66][136]。
  - 7月7日 - 第8回審議会開催[137]。
  - 8月9日 - 第9回審議会開催。第7回で小牧駅前を推す意見が多数だった事などから小牧駅前建設を前提に議論を進める方針が定められた[138]。
  - 8月31日 - 第10回審議会開催。議論が紛糾し当初予定されていた中間とりまとめはまとめられず[139][140]。
  - 9月17日 - 「市民の声とかけ離れた方向に進んでいる」として小牧の図書館を考える会が市民の意見を聞いた計画にするよう求める署名運動が開始された[68]。
  - 9月21日 - 小牧の図書館を考える会の署名運動に対し、共産党を除く市議会各派と教育委員会の安藤和憲教育長が内野安彦会長に対し「今後も丁寧で理性的な審議」などを求める要請書を提出していた事が明らかとなる[69]。
  - 10月3日 - 小牧の図書館を考える会が審議会前に約3300人の署名と市民の意見を聞く場を設けるよう求める要請書を審議会事務局に提出[70]。これを受けて第11回審議会で内野安彦会長が辞任を表明。審議会は全会一致で同会長の慰留を承認[70][141][142]。
  - 10月5日 - 市民団体が審議会の審議の仕方や図書館に関し市民アンケートを行うよう求めるなど72項目の要望を山下市長に提出[143]。
  - 11月14日 - 当初10月24日に開催される予定[141] だった第12回審議会が開催され、内野安彦が会長に復帰[144]。
  - 11月18日 - 山下市長が市民団体の要望に回答。市民アンケートは「審議会で今後の審議の参考資料として必要とされた場合にやる」と回答[143]。
  - 11月28日 - 第13回審議会開催[145]。新図書館の運営のあり方について議論が行われる[146]。
  - 12月19日 - 第14回審議会開催。中間とりまとめ案が作成される[147]。
  - 12月31日 - ラピオのファニチャードームが閉店[148]。
- 2017年
  - 1月16日 - 第15回審議会開催。中間とりまとめについて議論される[149]。
  - 1月30日 - 第16回審議会開催[150]。2016年11月に高市早苗総務大臣（当時）が経済財政諮問会議で図書館などの施設に指定管理者制度導入を目的とした「トップランナー方式」は適さいないとして検討対象から見送る方針を発表した[151] が、その件について審議会開催前に内野会長が「質問しないで欲しい」「審議会にそぐわない」「議事録に載るのはまずい」などと発言し問題となる[152]。その後中間とりまとめに関する審議を終える[153]。小牧の図書館を考える会が第11回審議会から長期欠席を続けている審議委員の名古屋市立大学瀬口哲夫教授の任命責任などを問う公開質問状を任命者の安藤教育長に提出[154]。
  - 2月7日 - 小牧の図書館を考える会が内野会長に対し答申書に対する意見・提案書を提出[155]。
  - 2月8日 - 第17回審議会開催[156]。安藤教育長に対し答申書が提出される[74][75]。
  - 3月9日 - 市議会定例会で山下市長が「平和堂が退店が決定した場合、新図書館を導入することや他の公共施設を導入することも選択肢として考えられる。また新図書館がA街区に建設されることとなった場合は、新図書館や3階の公共施設の集客効果を生かして、ラピオ2階への商業テナントの誘致を行っていくのも1つの考え方である」と発言。
  - 4月12日 - 市議会文教建設委員会でラピオからアル・プラザ小牧（平和堂）の年内撤退が発表される[157]。
  - 4月27日 - 市議会文教建設委員会で山下市長が市直営で小牧駅前に新設する方針を発表[76]。同時にラピオ内に子供と子育て関連施設の整備を発表。
  - 5月19日 - 市議会文教建設委員会で山下市長がラピオ空床部分解消のため「（仮称）小牧市こども未来館」の整備を正式発表。
  - 5月21日 - 小牧の図書館を考える会が小牧駅前新設に反対し市民の意見聞くよう求める署名を開始[81]。
  - 6月27日 - 小牧の図書館を考える会が市に署名3000人分を提出[82]。
  - 6月29日 - 市議会で補正予算が賛成多数で可決[77]。
  - 7月〜9月 - 基本設計に関する公募型プロポーザルを実施[158]。
  - 8月 - 18歳以上の市内在住者3000人を対象とした新図書館設計に関するアンケートを実施[79]。
  - 8月29日 - 選抜された中学生とともにグループミーティングを実施[159]。
  - 9月1日 - 小牧の図書館を考える会が市に累計6000人分の署名を提出[83]。
  - 9月10日 - 基本設計社を株式会社新居千秋都市建築設計に決定[78]。
  - 10月20日 - 選抜された高校生とともにグループミーティングを実施[160]。
  - 12月20日 - 第1回ワークショップを実施[161]。
  - 12月28日 - 小牧の図書館を考える会が市に累計9000人分の署名を提出[84]。
- 2018年
  - 1月20日 - ラピオのアル・プラザ小牧（平和堂）が閉店[162]。
  - 2月4日 - 第2回ワークショップを実施[163]。
  - 2月9日 - ラピオ1階に三河屋小牧店が開店[164]。
  - 3月 - 小牧の図書館を考える会が市に累計10,185人分の署名を提出[85]。
  - 3月16日 - 市議会文教建設委員会で小牧の図書館を考える会による請願書が反対多数で不採択に[86]。
  - 4月23日 - 小牧市が新たな建設計画を発表[80]。建設費はTSUTAYA図書館より高い43.4億円。
  - 5月13日 - 第3回ワークショップを実施[165]。
  - 5月末 - ラピオ周辺の商店街振興組合が「市営駐車場を壊して図書館を建てると商店街に車で買い物に来る客に影響する恐れがある」として建設計画や対応策の説明を求める要望書を市に提出[166]。
  - 6月12日 - 市がラピオ周辺の商店街振興組合や地元住民に対し説明会を開催[167]。
  - 6月24日 - 山下市政そのものに反対する「小牧市民のつどい」が小牧勤労センターで開催。約400人の市民が参加[92]。
  - 7月 - ラピオに整備が進められていた小牧市こども未来館と子育て包括支援センターの設計業務で受託したアール・アイ・エーの見積もり価格と市の予定価格が同額だった事が発覚。さらに新図書館の設計業務も市の予定価格と株式会社新居千秋都市建築設計の見積もり価格がほぼ同額の落札率99.99%（予定価格1億2千1万円、見積価格1億2千万円）だった事が発覚した[87]。
  - 8月30日 - 弁護士の上禰幹也が「小牧駅前の新図書館建設計画は住民投票で白紙になったはず。住民投票の結果を無視して進められている」として、小牧駅前新設図書館と小牧市こども未来館整備の見直しを掲げ小牧市長選挙に立候補を表明[94][95]。
  - 10月1日 - 市が小牧市こども未来館と子育て包括支援センターの官製談合疑惑に関し情報漏えいがなかったかなどを調べるため、弁護士などによる第三者委員会の設置を発表[89]。
  - 10月17日 - 小牧の図書館を考える会が一連の官製談合疑惑に対する第三者調査委員会の設置に対し、公平中立な調査と調査対象に新図書館設計委託業務を含めることを求める要望書を山下市長に提出[90]。
  - 11月22日 - 市議会臨時議会で小牧市こども未来館と子育て包括支援センター整備に関する情報漏えい問題の第三者委員会設置条例が修正可決[91]。